# Мері Сікол
Мері Джейн Сікол (англ. Mary Jane Seacole; 1805 — 14 травня 1881), яку іноді називають Мати Сікол або Мері Ґрант, — ямайська медсестра, найбільш відома за своєю участю в Кримській війні. Вона створила і очолювала шпиталі в Панамі і Криму для надання допомоги і лікування хворих.

## Життєпис
Сікол навчилася траволікування й народної медицини в матері, яка мала пансіонат для європейських солдатів і матросів, які стали інвалідами.
Упевнена, що її знання тропічної медицини можуть бути корисними, і почувши про поганий стан медичного забезпечення для поранених солдатів під час Кримської війни, вона приїхала в Лондон, щоб вирушити на фронт добровольцем як медсестра. Спираючись на свій досвід, набутий у країнах Центральної Америки і Карибського басейну, вона звернулася до військового міністерства і попросила, щоб її послали військовою медсестрою в Крим. Їй відмовили — головним чином через забобони щодо участі жінок у медицині в той час.
Британський уряд згодом вирішив дозволити жінкам вирушати в райони бойових дій, але Мері не включили до партії з 38 медсестер, обраних Флоренс Найтінгейл. Замість цього вона позичила гроші, щоб пройти шлях завдовжки майже 6500 км самостійно. Вона уславилася лікуванням поранених, часто надаючи допомогу пораненим з обох сторін просто під вогнем. Коли війна закінчилася 1856 року, вона опинилася без грошей і майже в злиднях. Від злиднів її врятували товариші по службі за Кримською війною, які організували благодійний концерт. У наступні роки вона висловила бажання працювати в Індії після індійського повстання 1857 року, але не змогла зібрати необхідних для поїздки коштів.
Сікол була нагороджена за життя, як і Флоренс Найтінгейл, але після смерті її забули майже на століття. В даний час її шанують за хоробрість і медичні навички, також як «жінку, що була успішною, незважаючи на расові забобони впливової частини вікторіанського суспільства».

## Твори
Її автобіографія «Дивовижні пригоди місіс Сікол у багатьох країнах» (1857 рік) — яскрава розповідь про її досвід і, разом з тим, одна з найбільш ранніх автобіографій жінки змішаного походження.

## У мистецтві
2003 року британська письменниця Гелен Раппапорт виявила і придбала портрет Мері Сікол 1869 року роботи Альберта Чарльза Чаллена. Нині картина висить у Національній портретній галереї. Також Мері Сікол фігурує у книзі Раппопорт 2007 року «Немає місця для леді: нерозказана історія жінок на Кримській війні» (англ. No Place for Ladies: The Untold Story of Women in the Crimean War).